# Patillas (Puerto Rico)
Patillas es un municipio del Estado Libre Asociado de Puerto Rico, también conocido como "La Esmeralda del Sur", en una zona montañosa y repleta de bosques.

## Historia
Durante el siglo XVIII existió ya un número relativamente grande de vecinos dispersados en el valle de Patillas y a lo largo de la costa del sureste de la isla de Puerto Rico. Durante este marco de tiempo, había un establecimiento de un molino del bastón de azúcar que se aprovechó del potencial agrícola que el valle proporcionó, pues este establecimiento proporcionó una buena fuente de la renta para los vecinos también era la razón principal de la fundación de la ciudad en 1811. Señora. Adelina Cintrón, dueña de La Finca Patillas, donó casi 8 acres de tierra para la fundación. La mayor parte de los vecinos entonces vueltos a poner hacia el lado del oeste del sitio propuesto llamaron a Cacao Bajo. El Patillas conocido es originalmente un nombre indígena para un tipo nativo de melón. La abundancia grande de esta fruta en el área, junto con la donación del terreno del dueño original, llevó al nombre de la ciudad.

## Bandera
El diseño del arte era una creación de Pedro de Pedro en 1977. Cada símbolo en la bandera fue definido por Pedro J. Rivera Arbolay. El asesor legal era Roberto Beascoechea Lota. Los cuatro rectángulos verdes en las esquinas simbolizan los valles y las montañas de esta gran ciudad. Estos rectángulos son separados por una cruz de oro representando la fidelidad hacia el que fue el santo patrón de la ciudad "El Santo Cristo de la Salud". Se sobrepone en el medio de la cruz de oro una esmeralda, así el apodo La Esmeralda del Sur.

## Barrios
Apeadero, Bajo, Cacao Alto, Cacao Bajo, Egozcue, Guardarraya, Jacaboa, Jagual, Mamey, Marín, Mulas, Muñoz Rivera (El Real), Pollos, Patillas Pueblo, Quebrada Arriba y Ríos.

## Geografía
La superficie del pueblo de Patillas es mayormente montañosa.